# Liste der Monuments historiques in Combs-la-Ville
Die Liste der Monuments historiques in Combs-la-Ville führt die Monuments historiques in der französischen Gemeinde Combs-la-Ville auf.

## Liste der Objekte
| Bezeichnung | Beschreibung          | Standort                        | Kennzeichnung | Schutzstatus | Datum | Bild |
| ----------- | --------------------- | ------------------------------- | ------------- | ------------ | ----- | ---- |
| Glocke      | Bronze, 1767 gegossen | in der Kirche St-Vincent (Lage) | PM77000405    | Classé       | 1942  |      |